# سيرا سان برونو
سيرا سان برونو (بالإيطالية: Serra San Bruno)‏ هي كومونا إيطالية تقع في مقاطعة فيبو فالينتيا في منطقة قلورية، على بعد قرابة 40 كيلومتر (25 ميل) جنوب غرب قطنصار وقرابة 25 كيلومتر (16 ميل) جنوب شرق فيبو فالينتيا.